# Psychophora
Psychophora is een geslacht van vlinders van de familie spanners (Geometridae), uit de onderfamilie Larentiinae.

## Soorten
- P. cinderella Viidalepp, 2001
- P. phocata Möschler, 1862
- P. sabini (Kirby, 1824)
- P. suttoni Heinrich, 1942